# أحمد مصطفى (لاعب كرة قدم مواليد 1997)
أحمد مصطفى (21 أكتوبر 1997- ) لاعب كرة قدم مصري من مواليد المملكة العربية السعودية. يلعب حاليا لصالح نادي مودرن سبورت.
```
لعب سابقاً في السعودية كلاعب مواليد 
نادي أبها
 
والعدالة
 
ونادي الأخدود
 و احترف في 
نادي غينت
 البلجيكي.
[
1
]
 
[
2
]
```